# Yann M'Vila
Yann M'Vila (Amiens, 29 giugno 1990) è un calciatore francese, centrocampista del Caen.
Nel 2010 è stato inserito nella lista dei migliori calciatori nati dopo il 1989 stilata da Don Balón.

## Biografia
Yann M'Vila è nato ad Amiens, in Piccardia. Il padre Jean-Elvis M'Vila è stato un calciatore professionista congolese dell'Amiens per 13 anni dal 1983 al 1996. Yann ha due sorelle più giovani e un fratello, Yohan, anch'esso calciatore.
Il 1º maggio 2012 viene arrestato per aver picchiato un suo amico diciassettenne, venendo poi rilasciato la sera del 2 maggio 2012.

## Caratteristiche tecniche
M'Vila è un centrocampista difensivo bravo nei passaggi e che contribuisce energicamente al lavoro di squadra.

## Carriera

### Club

#### Amiens e Mantes
Cresciuto nelle file del Sains-Saint-Fuscien, nel 1999 passa alle giovanili dell'Amiens, squadra del padre. Dopo un breve periodo al Mantes, nell'ottobre 2004 passa al Rennes dove fa tutta la trafila delle giovanili. Vince vari titoli giovanili insieme ai promettenti Damien Le Tallec, Yohann Lasimant, Abdoul Camara e Yacine Brahimi.

#### Rennes
L'11 agosto 2007 firma il suo primo contratto da professionista con il Rennes. Viene aggregato in prima squadra per la Ligue 1 2008-2009, con il numero 15, dall'allenatore Guy Lacombe, con il quale non avrà un buon rapporto. Per tutta la stagione gioca così con la squadra delle riserve.
In seguito a prestazioni positive, nell'estate del 2009 il nuovo allenatore Frédéric Antonetti decide di confermarlo definitivamente in prima squadra per la Ligue 1 2009-2010. M'Vila debutta con la maglia rouge et noir il 9 gennaio 2010 contro il Caen, in Coupe de France. Il 15 settembre 2009 rinnova il proprio contratto fino al 2013, il 27 agosto 2010 lo prolunga di un anno.

#### Rubin Kazan

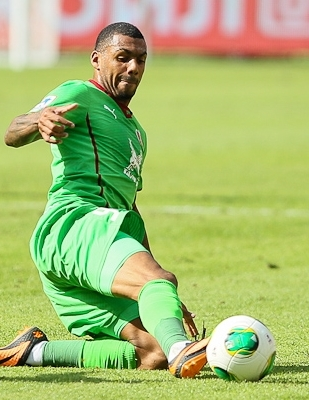
M'Vila in azione nel 2013 al Rubin Kazan'

Il 22 gennaio 2013 passa ai russi del Rubin Kazan' per circa 10 milioni di euro. In un anno e mezzo gioca 37 partite tra campionato e coppe.

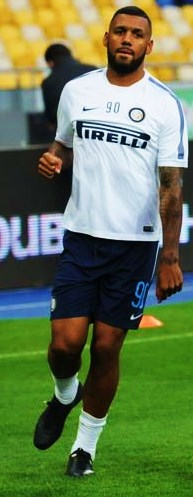
M'Vila all'Inter nel 2014

#### Prestito all'Inter
Il 15 luglio 2014 viene tesserato dalla società italiana dell'Inter con la formula del prestito oneroso (per un milione di euro) con diritto di riscatto fissato a nove milioni. Il 20 agosto seguente fa il suo esordio con la nuova maglia, nella gara giocata in Islanda contro lo Stjarnan (3-0), valida per i play-off di Europa League. Con l'arrivo di Roberto Mancini sulla panchina nerazzurra a metà novembre, M'Vila finisce ai margini della squadra. Il 25 gennaio 2015 rescinde consensualmente il suo contratto con l'Inter e fa ritorno al Rubin Kazan, chiudendo così la sua esperienza italiana dopo appena sei mesi e 14 presenze tra campionato ed Europa League.

#### Prestito al Sunderland
Il 6 agosto 2015 si trasferisce agli inglesi del Sunderland con la formula del prestito con diritto di riscatto.

### Nazionale
Dopo aver fatto parte delle varie selezioni nazionali giovanili francesi, tra il 2006 e il 2009, nel maggio 2010 viene inserito da Raymond Domenech nella lista dei 30 pre-selezionati per il campionato mondiale di Sudafrica 2010. Fa il suo esordio il 5 agosto dello stesso anno nella partita amichevole persa per 2-1 contro la Norvegia grazie al nuovo CT Laurent Blanc. Partecipa anche all'Europeo del 2012 giocando tre delle quattro partite disputate dai transalpini, i quali vengono eliminati dalla Spagna ai quarti di finale.

## Statistiche

### Presenze e reti nei club
Statistiche aggiornate al 22 ottobre 2022.
| Stagione             | Club                 | Campionato           | Campionato | Campionato | Coppe nazionali | Coppe nazionali | Coppe nazionali | Coppe continentali | Coppe continentali | Coppe continentali | Supercoppe | Supercoppe | Supercoppe | Totale | Totale |
| Stagione             | Club                 | Comp                 | Pres       | Reti       | Comp            | Pres            | Reti            | Comp               | Pres               | Reti               | Comp       | Pres       | Reti       | Pres   | Reti   |
| -------------------- | -------------------- | -------------------- | ---------- | ---------- | --------------- | --------------- | --------------- | ------------------ | ------------------ | ------------------ | ---------- | ---------- | ---------- | ------ | ------ |
| 2007-2008            | Rennes 2             | CFA                  | 13         | 0          | -               | -               | -               | -                  | -                  | -                  | -          | -          | -          | 13     | 0      |
| 2008-2009            | Rennes 2             | CFA                  | 20         | 0          | -               | -               | -               | -                  | -                  | -                  | -          | -          | -          | 20     | 0      |
| Totale Rennes 2      | Totale Rennes 2      | Totale Rennes 2      | 33         | 0          |                 | -               | -               |                    | -                  | -                  |            | -          | -          | 33     | 0      |
| 2009-2010            | Rennes               | L1                   | 35         | 0          | CF+CdL          | 3+1             | 0               | -                  | -                  | -                  | -          | -          | -          | 39     | 0      |
| 2010-2011            | Rennes               | L1                   | 37         | 2          | CF+CdL          | 3+1             | 1+0             | -                  | -                  | -                  | -          | -          | -          | 41     | 3      |
| 2011-2012            | Rennes               | L1                   | 38         | 0          | CF+CdL          | 5+0             | 0               | UEL                | 7                  | 1                  | -          | -          | -          | 50     | 1      |
| 2012-gen. 2013       | Rennes               | L1                   | 16         | 0          | CF+CdL          | 1+3             | 0               | -                  | -                  | -                  | -          | -          | -          | 20     | 0      |
| Totale Rennes        | Totale Rennes        | Totale Rennes        | 126        | 2          |                 | 17              | 1               |                    | 7                  | 1                  |            | -          | -          | 150    | 4      |
| gen.-giu. 2013       | Rubin                | PL                   | 5          | 0          | KR              | -               | -               | UEL                | 0                  | 0                  | -          | -          | -          | 5      | 0      |
| 2013-2014            | Rubin                | PL                   | 19         | 0          | KR              | 0               | 0               | UEL                | 13                 | 0                  | -          | -          | -          | 32     | 0      |
| 2014-gen. 2015       | Inter                | A                    | 8          | 0          | CI              | -               | -               | UEL                | 6                  | 0                  | -          | -          | -          | 14     | 0      |
| gen.-giu. 2015       | Rubin                | PL                   | 0          | 0          | KR              | -               | -               | -                  | -                  | -                  | -          | -          | -          | -      | -      |
| 2015-2016            | Sunderland           | PL                   | 37         | 1          | FACup+CdL       | 1+2             | 0               | -                  | -                  | -                  | -          | -          | -          | 40     | 1      |
| 2016-2017            | Rubin                | PL                   | 21         | 1          | CR              | 2               | 0               | -                  | -                  | -                  | -          | -          | -          | 23     | 1      |
| 2017-gen. 2018       | Rubin                | PL                   | 19         | 2          | CR              | 1               | 0               | -                  | -                  | -                  | -          | -          | -          | 20     | 2      |
| Totale Rubin Kazan'  | Totale Rubin Kazan'  | Totale Rubin Kazan'  | 64         | 3          |                 | 3               | 0               |                    | 13                 | 0                  |            | -          | -          | 80     | 3      |
| gen.-giu. 2018       | Saint-Étienne        | L1                   | 17         | 0          | CF+CdL          | -               | -               | -                  | -                  | -                  | -          | -          | -          | 40     | 0      |
| 2018-2019            | Saint-Étienne        | L1                   | 37         | 0          | CF+CdL          | 2+1             | 0               | -                  | -                  | -                  | -          | -          | -          | 40     | 0      |
| 2019-2020            | Saint-Étienne        | L1                   | 23         | 0          | CF+CdL          | 4+1             | 0               | UEL                | 5                  | 0                  | -          | -          | -          | 33     | 0      |
| set. 2020            | Saint-Étienne        | L1                   | 1          | 0          | CF              | 0               | 0               | -                  | -                  | -                  | -          | -          | -          | 1      | 0      |
| Totale Saint-Étienne | Totale Saint-Étienne | Totale Saint-Étienne | 78         | 0          |                 | 8               | 0               |                    | 5                  | 0                  |            | -          | -          | 91     | 0      |
| set. 2020-2021       | Olympiacos           | SL                   | 24+9       | 4          | CG              | 5               | 1               | UCL+UEL            | 8+4                | 0+1                | -          | -          | -          | 50     | 6      |
| 2021-2022            | Olympiacos           | SL                   | 23+8       | 1          | CG              | 3               | 0               | UCL+UEL            | 2+9                | 1+0                | -          | -          | -          | 45     | 2      |
| 2022-2023            | Olympiacos           | SL                   | 22+9       | 0          | CG              | 4               | 0               | UCL+UEL            | 2+8                | 0                  | -          | -          | -          | 45     | 0      |
| Totale Olympiakos    | Totale Olympiakos    | Totale Olympiakos    | 69+26      | 5          |                 | 12              | 1               |                    | 33                 | 2                  |            | -          | -          | 140    | 8      |
| feb.-giu. 2024       | West Bromwich        | FLC                  | 0          | 0          | -               | -               | -               | -                  | -                  | -                  | -          | -          | -          | 0      | 0      |
| Totale carriera      | Totale carriera      | Totale carriera      | 441        | 11         |                 | 43              | 1               |                    | 64                 | 3                  |            | -          | -          | 548    | 15     |

### Cronologia presenze e reti in nazionale
| Cronologia completa delle presenze e delle reti in nazionale ― Francia | Cronologia completa delle presenze e delle reti in nazionale ― Francia | Cronologia completa delle presenze e delle reti in nazionale ― Francia | Cronologia completa delle presenze e delle reti in nazionale ― Francia | Cronologia completa delle presenze e delle reti in nazionale ― Francia | Cronologia completa delle presenze e delle reti in nazionale ― Francia | Cronologia completa delle presenze e delle reti in nazionale ― Francia | Cronologia completa delle presenze e delle reti in nazionale ― Francia |
| Data                                                                   | Città                                                                  | In casa                                                                | Risultato                                                              | Ospiti                                                                 | Competizione                                                           | Reti                                                                   | Note                                                                   |
| ---------------------------------------------------------------------- | ---------------------------------------------------------------------- | ---------------------------------------------------------------------- | ---------------------------------------------------------------------- | ---------------------------------------------------------------------- | ---------------------------------------------------------------------- | ---------------------------------------------------------------------- | ---------------------------------------------------------------------- |
| 11-8-2010                                                              | Oslo                                                                   | Norvegia                                                               | 2 – 1                                                                  | Francia                                                                | Amichevole                                                             | -                                                                      | 74’                                                                    |
| 3-9-2010                                                               | Parigi                                                                 | Francia                                                                | 0 – 1                                                                  | Bielorussia                                                            | Qual. Euro 2012                                                        | -                                                                      |                                                                        |
| 7-9-2010                                                               | Sarajevo                                                               | Bosnia ed Erzegovina                                                   | 0 – 2                                                                  | Francia                                                                | Qual. Euro 2012                                                        | -                                                                      |                                                                        |
| 9-10-2010                                                              | Parigi                                                                 | Francia                                                                | 2 – 0                                                                  | Romania                                                                | Qual. Euro 2012                                                        | -                                                                      |                                                                        |
| 17-11-2010                                                             | Londra                                                                 | Inghilterra                                                            | 1 – 2                                                                  | Francia                                                                | Amichevole                                                             | -                                                                      |                                                                        |
| 9-2-2011                                                               | Parigi                                                                 | Francia                                                                | 1 – 0                                                                  | Brasile                                                                | Amichevole                                                             | -                                                                      | 59’                                                                    |
| 25-3-2011                                                              | Lussemburgo                                                            | Lussemburgo                                                            | 0 – 2                                                                  | Francia                                                                | Qual. Euro 2012                                                        | -                                                                      |                                                                        |
| 29-3-2011                                                              | Parigi                                                                 | Francia                                                                | 0 – 0                                                                  | Croazia                                                                | Amichevole                                                             | -                                                                      | 87’                                                                    |
| 6-6-2011                                                               | Donec'k                                                                | Ucraina                                                                | 1 – 4                                                                  | Francia                                                                | Amichevole                                                             | -                                                                      |                                                                        |
| 9-6-2011                                                               | Varsavia                                                               | Polonia                                                                | 0 – 1                                                                  | Francia                                                                | Amichevole                                                             | -                                                                      | 46’                                                                    |
| 10-8-2011                                                              | Montpellier                                                            | Francia                                                                | 1 – 1                                                                  | Cile                                                                   | Amichevole                                                             | -                                                                      | 72’                                                                    |
| 2-9-2011                                                               | Tirana                                                                 | Albania                                                                | 1 – 2                                                                  | Francia                                                                | Qual. Euro 2012                                                        | 1                                                                      |                                                                        |
| 6-9-2011                                                               | Bucarest                                                               | Romania                                                                | 0 – 0                                                                  | Francia                                                                | Qual. Euro 2012                                                        | -                                                                      | 26’                                                                    |
| 7-10-2011                                                              | Parigi                                                                 | Francia                                                                | 3 – 0                                                                  | Albania                                                                | Qual. Euro 2012                                                        | -                                                                      |                                                                        |
| 11-10-2011                                                             | Parigi                                                                 | Francia                                                                | 1 – 1                                                                  | Bosnia ed Erzegovina                                                   | Qual. Euro 2012                                                        | -                                                                      |                                                                        |
| 11-11-2011                                                             | Montpellier                                                            | Francia                                                                | 1 – 0                                                                  | Stati Uniti                                                            | Amichevole                                                             | -                                                                      | 60’                                                                    |
| 15-11-2011                                                             | Parigi                                                                 | Francia                                                                | 0 – 0                                                                  | Belgio                                                                 | Amichevole                                                             | -                                                                      | 42’                                                                    |
| 29-2-2012                                                              | Brema                                                                  | Germania                                                               | 1 – 2                                                                  | Francia                                                                | Amichevole                                                             | -                                                                      | 62’                                                                    |
| 31-5-2012                                                              | Reims                                                                  | Francia                                                                | 2 – 0                                                                  | Serbia                                                                 | Amichevole                                                             | -                                                                      | 7’                                                                     |
| 15-6-2012                                                              | Donec'k                                                                | Ucraina                                                                | 0 – 2                                                                  | Francia                                                                | Euro 2012 - 1º turno                                                   | -                                                                      | 68’                                                                    |
| 19-6-2012                                                              | Kiev                                                                   | Svezia                                                                 | 2 – 0                                                                  | Francia                                                                | Euro 2012 - 1º turno                                                   | -                                                                      | 83’                                                                    |
| 23-6-2012                                                              | Donec'k                                                                | Spagna                                                                 | 2 – 0                                                                  | Francia                                                                | Euro 2012 - Quarti di finale                                           | -                                                                      | 79’                                                                    |
| Totale                                                                 |                                                                        | Presenze                                                               | 22                                                                     |                                                                        | Reti                                                                   | 1                                                                      |                                                                        |

## Palmarès

### Club

#### Competizioni nazionali
- Campionato greco: 2

Olympiakos: 2020-2021, 2021-2022